# Bergbausiedlung
Eine Bergbausiedlung, Zechen- oder Knappensiedlung ist eine Siedlung, die in der Nähe von Bergwerken für deren Beschäftigte und deren Familien errichtet wurde. Die Art der Häuser spiegelt die Stellung der Beschäftigten des Bergwerks. Neben Schlaf-, Arbeiter-, Steiger- und Beamtenhäusern wurden auch Direktorenvillen gebaut.
Beispiele für Bergbausiedlungen sind:
- Zechensiedlung Teutoburgia im Ruhrgebiet
- Von der Heydt im Saarland
- Bergarbeitersiedlung Maybach im Saarland
- Barbarasiedlung in Österreich

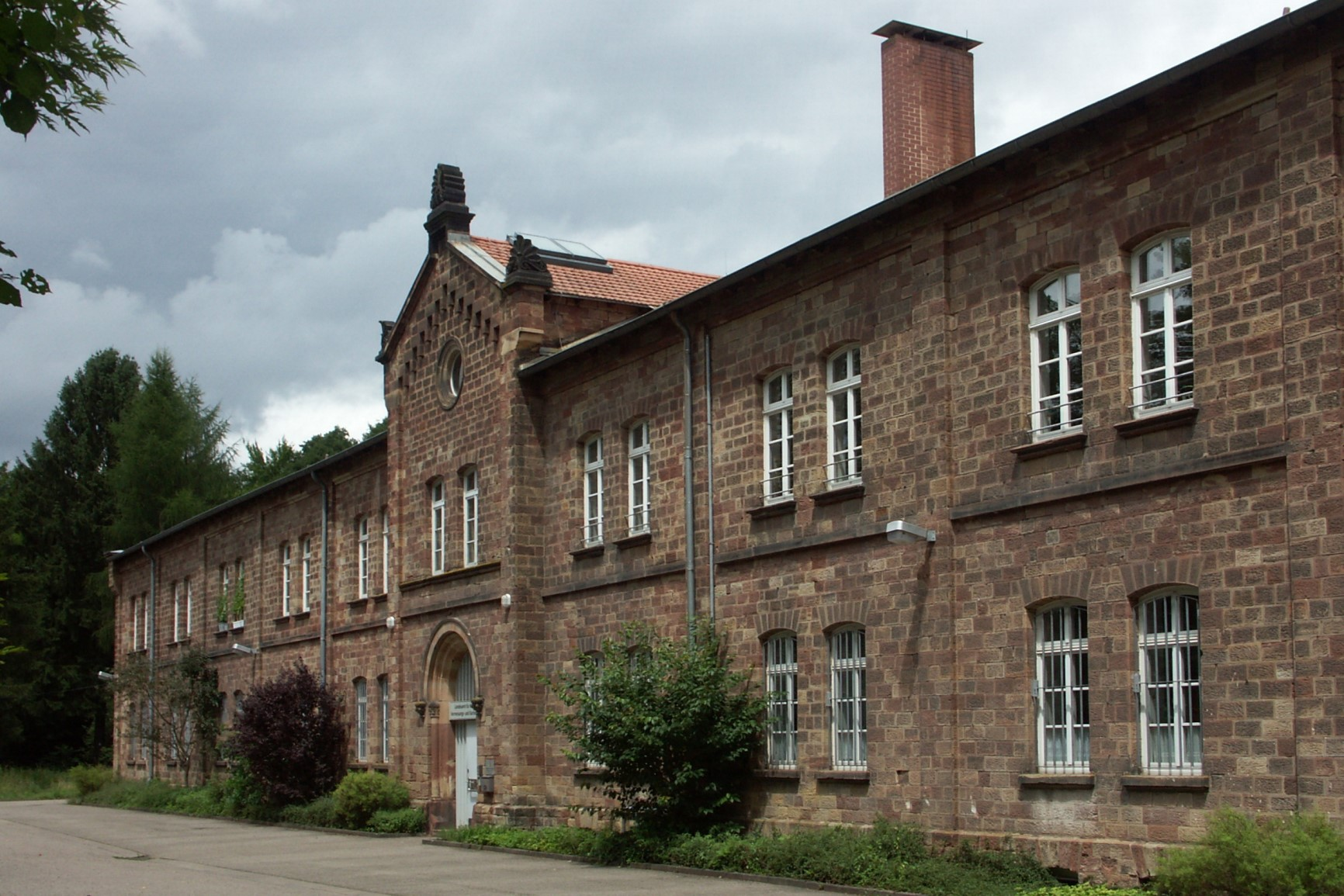
Schlafhaus der ehemaligen Grube Von der Heydt
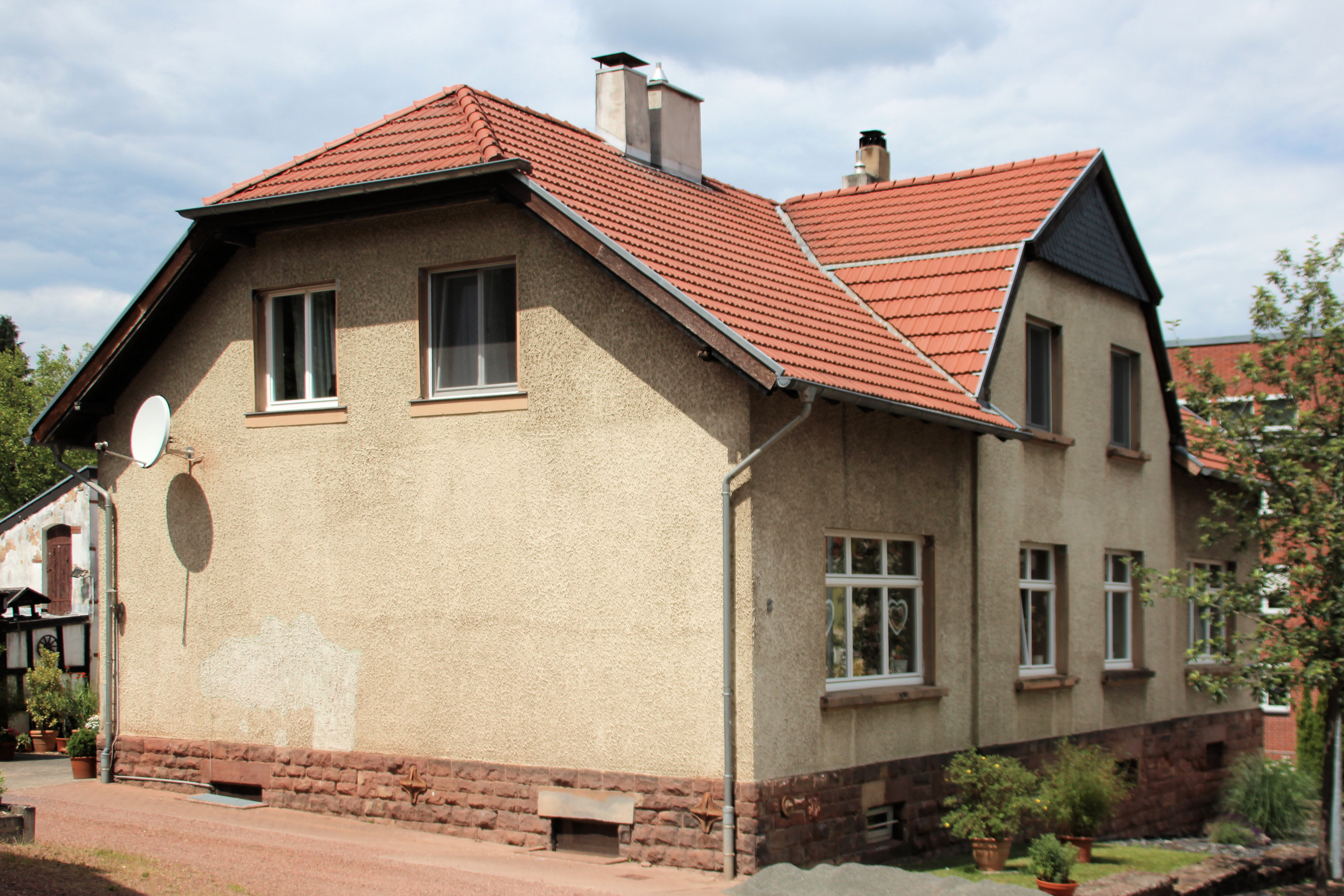
Haus der Redener Bergbaubeamten-Siedlung "Schlossstraße"
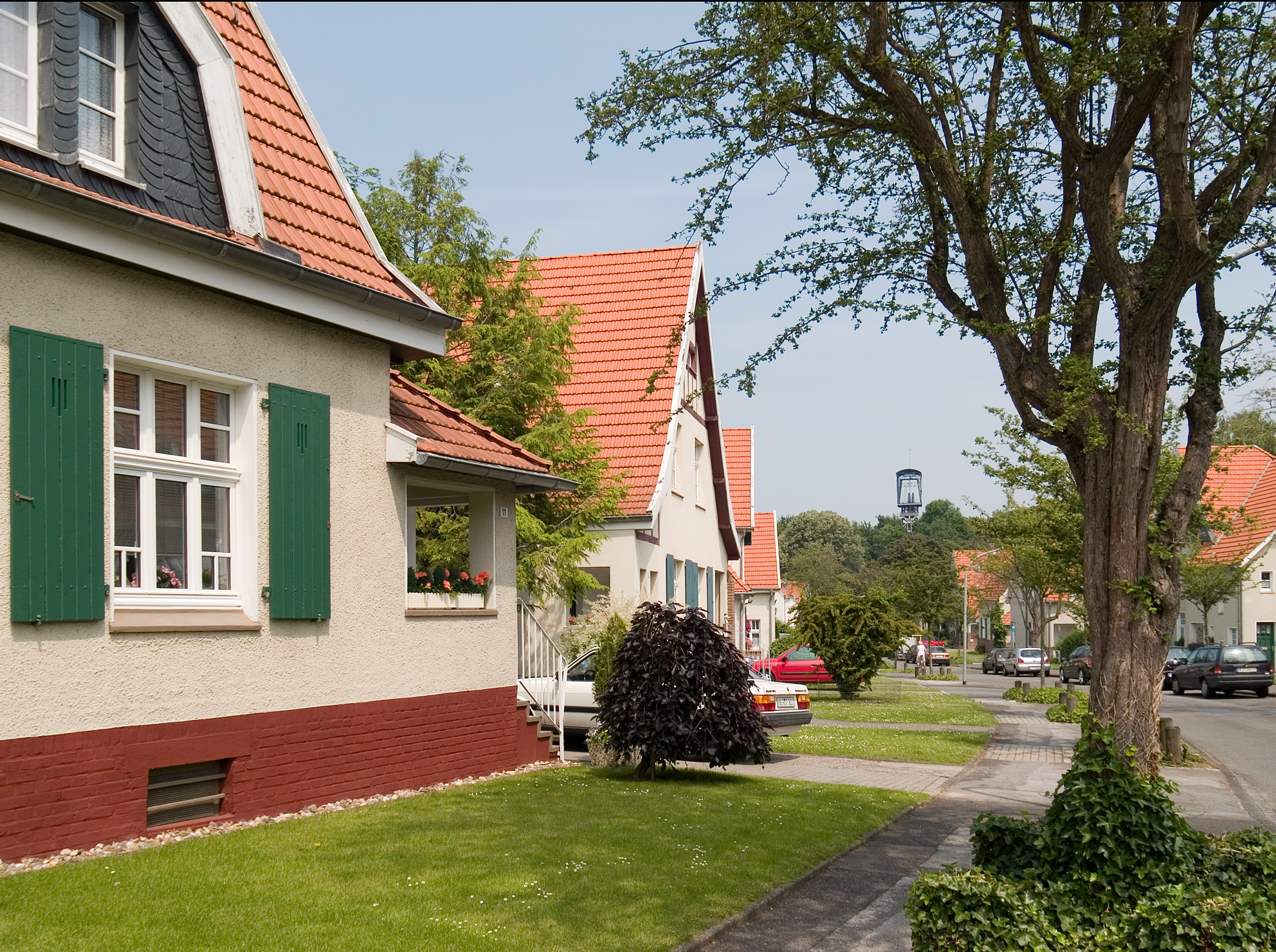
Siedlung Teutoburgia in Herne